# 古德蘭 (明尼蘇達州)
古德蘭（英語：Goodland）是位於美國明尼蘇達州艾塔斯卡縣古德蘭鎮區的一個普查規定居民點。

## 人口
根據2020年美國人口普查的數據，古德蘭的面積為0.30平方千米，皆為陸地。當地共有人口51人，而人口密度為每平方千米170人。